# Seelaffe
Die Seelaffe ist ein lithostratigraphischer Leithorizont in der St. Galler Oberen Meeres-Molasse im Schweizer Alpenvorland. Es handelt sich an der Typlokalität um einen kompakten, marinen Sandstein mit Herzmuscheln, Austern und Haifischzähnen. Die Seelaffe wird in die chronostratigraphische Stufe des Burdigalium des  Mittleren Miozäns (frühes Neogen, „Tertiär“) datiert. Der Horizont wird in die Untere und Obere Seelaffe unterteilt. Die beiden Unterhorizonte unterscheiden sich geringfügig in der Gesteinszusammensetzung.